# Tunnel routier du Cinquantenaire
Pour les articles homonymes, voir Tunnel du Cinquantenaire.
Le tunnel du Cinquantenaire est un tunnel routier bruxellois, d'une longueur de 607 m, qui passe sous les arcades du Cinquantenaire.
Ce tunnel passe au-dessus du tunnel du métro qui relie la station Mérode à la station Schuman.
Il existe également un tunnel du Cinquantenaire ferroviaire long de 2 331 m.

## Localisation des entrées
- Entrée ouest : 50° 50′ 28″ N, 4° 23′ 26″ E
- Entrée est : 50° 50′ 21″ N, 4° 23′ 57″ E